# 夷地黄科
夷地黄科共有4属28种，分布在墨西哥南部到热带中美洲和古巴。
本科植物为乔木、灌木或藤本；树皮白色；单叶对生，叶厚，背面有腺点；花大，单性；果实为浆果。
1981年的克朗奎斯特分类法将其中各属分别列在紫葳科和玄参科中，属于玄参目，1998年根据基因亲缘关系分类的APG 分类法认为应该单独分出一个科，放到唇形目之下， 2003年经过修订的APG II 分类法维持原分类。

## 属
- Gibsoniothamnus
- Schlegelia
- Synapsis
- Thomandersia